# Baronía de las Arenas
La baronía de las Arenas es un título nobiliario español creado por la reina Isabel II el 12 de abril de 1844 en favor de Juan José de Olivar y de Vidal, diputado por Baleares y alcalde constitucional de Mahón, hijo de José de Olivar y de Saura y su esposa Juan de Vidal y Seguí.

## Barones de las Arenas
|                        | Titular                          | Periodo                |
| Creación por Isabel II | Creación por Isabel II           | Creación por Isabel II |
| ---------------------- | -------------------------------- | ---------------------- |
| I                      | Juan José de Olivar y de Vidal   | 1844-1863              |
| II                     | José María de Olivar y de Vidal  | 1864-1890              |
| III                    | Juan de Olivar y Febrer          | 1890-1901              |
| IV                     | José María de Olivar y Corominas | 1901-1940              |
| V                      | Gabriel de Olivar y Corominas    | 1940-1983              |
| VI                     | Carlos de Corral y Lueje         | 1986-hoy               |

## Historia de los barones de las Arenas
- Juan José de Olivar y de Vidal (Mahón, 3 de enero de 1791-Mahón, 3 de septiembre de 1863), I barón de las Arenas, primer alcalde constitucional de Mahón (1820), presidente de la Junta de Sanidad de la isla de Menorca, diputado suplente en Cortes por la provincia de Baleares (1820-1821), diputado provincial de Baleares (1835-1836).[1]

Casó el 30 de septiembre de 1811, en Mahón, con Inés de Vidal y Vives (1798-1854). El 19 de junio de 1864 le sucedió su hijo:
- José María de Olivar y de Vidal (Mahón, 11 de diciembre de 1817-post. 5 de noviembre de 1883), II barón de las Arenas, comendador de la Orden de Carlos III.[3]

Casó en 1842, en Mahón, con Inés Febrer y Vidal. El 22 de enero de 1890 le sucedió su hijo:
- Juan de Olivar y Febrer (Mahón, 15 de abril de 1847-Mahón 27 de agosto de 1901), III barón de las Arenas, gentilhombre de cámara con ejercicio, comendador de la Orden de Isabel la Católica, alcalde de Mahón (1897-1899).[4]

Casó en primeras nupcias el 20 de octubre de 1864, en Mahón, con Clara Sancho y Seguí, y en segundas el 17 de octubre de 1880, en Barcelona, con Clotilde Corominas y Mirambell (1850-1902), hija del notario barcelonés Monserrate Corominas y Carbonell y su esposa Clotilde Mirambell y Xiol. El 14 de marzo de 1902 le sucedió su hijo:
- José María de Olivar y Corominas (Mahón, 9 de mayo de 1884-Buenos Aires, 5 de diciembre de 1940), IV barón de las Arenas.[4]

El 2 de junio de 1950 le sucedió su hermano:
- Gabriel de Olivar y Corominas (Mahón, 9 de mayo de 1894-Palma de Mallorca, 29 de septiembre de 1983). V barón de las Arenas, coronel de intendencia.[4]

Casó en primeras nupcias con María Eugenia Rodríguez Caballero y en segundas con María de Lluch de Montaner y Sureda. Sin descendencia. El 5 de marzo de 1986, previa orden del 21 de enero del mismo año para que se expida la correspondiente carta de sucesión (BOE del 7 de febrero), le sucedió su sobrino nieto, hijo de Carlos de Corral y de Olivar y su esposa Gloria Lueje Guisasola:
- Carlos de Corral y Lueje (n. Lourizan, Pontevedra, 3 de octubre de 1951), VI barón de las Arenas.[6]

Casó el 8 de marzo de 1975, en Vitoria, con Pilar Aldecoa y Regueral.